# Jean-Louis Hodoul
Jean-Louis Hodoul (Marsiglia, 1º aprile 1946) è un ex calciatore francese, di ruolo difensore.

## Palmarès

### Competizioni nazionali
- Campionato francese: 2

Olympique Marsiglia: 1970-1971, 1971-1972
- Coppa di Francia: 2

Olympique Marsiglia: 1968-1969, 1971-1972
- Supercoppa francese: 2

Olympique Marsiglia: 1971
Bastia: 1972